# Hugo von Loos

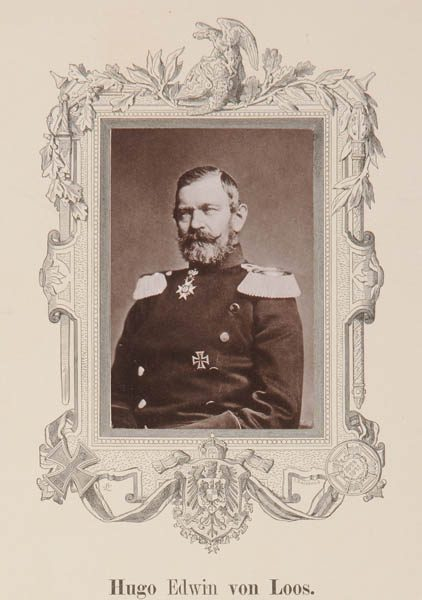
Hugo Edwin von Loos (1820–1883)

Hugo Edwin von Loos (* 17. März 1820 in Stettin; † 12. Februar 1883 in Berlin) war ein preußischer Generalleutnant.

## Leben

### Herkunft
Die Familie Loos stammt aus dem schwedischen und wurde mit dem schwedischen Generalmajor und Kommandanten von Hamburg Cornelius Loos (1686–1738) am 27. August 1711 in den schwedischen Adelsstand erhoben. Hugo war der Sohn des preußischen Oberstleutnants Friedrich von Loos (1772–1836) und dessen Ehefrau Eugenie, geborene von Liebermann (1788–1844). Sein älterer Bruder Woldemar (1814–1852) war preußischer Hauptmann und Militärattaché in Paris, der jüngere Bruder Alwin (1824–1883) stieg ebenfalls zum preußischen Generalleutnant auf.

### Militärkarriere
Loos besuchte die Kadettenhäuser in Potsdam und Berlin. Anschließend wurde er am 5. August 1837 als Portepeefähnrich dem 25. Infanterie-Regiment und Mitte des Monats in das 10. Infanterie-Regiment versetzt. Nachdem Loos am 2. Dezember 1838 in das 2. Garde-Regiment zu Fuß versetzt worden war, avancierte er Ende 20. Dezember 1838 zum aggregierten Sekondeleutnant und wurde Mitte August des Folgejahres in das Regiment einrangiert. Vom 9. August bis zum 16. September 1842 war er zum I. Bataillon im 4. Garde-Landwehr-Regiment nach Hamm kommandiert. Im März 1848 nahm Loos an der Niederschlagung der Straßenkämpfe in Berlin teil und wurde im Oktober zum kombinierten Garde-Reserve-Bataillon nach Küstrin kommandiert. Von Mai bis Oktober 1849 war Loos zum II. Bataillon im 2. Garde-Landwehr-Regiment kommandiert und nahm während der Niederschlagung des Pfälzischen Aufstandes sowie der Badischen Revolution an den Gefechten bei Kirchheimbolanden, Wiesenthal, Neudorf, Durlach und Kuppenheim teil.
Nach dem Feldzug war er vom 26. Dezember 1850 bis zum 7. Februar 1851 Kompanieführer beim Ersatzbataillon des 2. Garde-Regiments zu Fuß. Loos stieg bis Mitte Juni 1855 zum Hauptmann auf und war im Juni/Juli 1855 als Kompanieführer beim III. Bataillon im 2. Garde-Landwehr-Regiment kommandiert. Am 21. Mai 1857 erfolgte seine Ernennung zum Kompaniechef und als solcher wurde er am 1. Juli 1860 in das neu errichtete 4. Garde-Regiment zu Fuß versetzt sowie Mitte September 1862 zum Major befördert. Im Krieg gegen Dänemark nahm er 1864 an der Beschießung und den Gefechten um Fredericia teil. Am 8. Juli 1864 wurde Loos Kommandeur des Füsilier-Bataillons, dass er 1866 im Deutschen Krieg bei Seybothenreuth führte. Für sein Wirken erhielt er den Roten Adlerorden IV. Klasse mit Schwertern.
Loos schied zum 15. September 1866 aus der Armee aus, trat zur Marine über und wurde zum Kommandeur des Seebataillons ernannt. In dieser Stellung avancierte er bis Anfang Juli 1868 zum Oberst. Am 15. Februar 1869 erfolgte mit der Ernennung zum Kommandeur des 1. Rheinischen Infanterie-Regiments Nr. 25 seine Wiederanstellung in der Preußischen Armee. Diesen Verband führte er 1870/71 im Krieg gegen Frankreich bei Belfort, ebweiler, Pesmes, Villersexel, Sainte-Marie, Arcey, Aibre, Pontarlier und Clerval. Ausgezeichnet mit beiden Klassen des Eisernen Kreuzes und dem Komturkreuz des Ordens der Württembergischen Krone mit Schwertern wurde Loos nach dem Friedensschluss unter Stellung à la suite seines Regiments zum Kommandanten von Frankfurt am Main ernannt. Als Generalmajor übernahm er am 12. Dezember 1874 die 28. Infanterie-Brigade in Wesel. Anlässlich des Ordensfestes wurde er im Januar 1877 mit dem Roten Adlerorden II. Klasse mit Eichenlaub und Schwertern am Ringe ausgezeichnet und am 13. März 1877 unter Verleihung des Charakters als Generalleutnant mit Pension zur Disposition gestellt. Er starb am 12. Februar 1883 in Berlin und wurde drei Tage später auf dem Invalidenfriedhof beigesetzt.

### Familie
Loos heiratete am 27. April 1846 in Berlin Hermine Ehrenberg (1820–1893). Das Paar hatte mehrere Kinder:
- Friedrich (1853–1919), preußischer Generalleutnant ⚭ Auguste von Barner (* 1852)[2]
- Wilhelmine (1855–1914) ⚭ 1873 Busso von Arnstedt († 1911), Herr auf Groß-Werthern
- Johannes (1857–1900) ⚭ Marie Büttner (* 1866), die nach seinem Tod 1911 den General der Infanterie Rudolf von Haberling (1843–1929) heiratete
- Elisabeth (1861–1870)
- Klaus (1862–1919), Landrat des Kreises Saatzig ⚭ 1893 Maria von Bismarck (* 1864), Tochter von Bernhard von Bismarck und Witwe des Georg von Ramin († 1888)

## Schriften
- Zur Geschichte des 1. Rheinischen Infanterie-Regiments Nr. 25., Wesel 1875 Digitalisat der UB Düsseldorf